# Apaporis (película)
Apaporis, secretos de la selva es una película documental colombiana de 2012 dirigida y escrita por Antonio Dorado Zúñiga. Se trata de un documental sobre la selva amazónica colombiana y de las tribus indígenas que la habitan de la mano del etnobotánico Richard Evans Schultes, iniciando en la ciudad de Mitú hasta alcanzar el río Apaporis. Acompañando a Evans aparece Wade Davis, explorador de National Geographic.